# Хёфлайн-ан-дер-Хоэн-Ванд
Хёфлайн-ан-дер-Хоэн-Ванд (нем. Höflein an der Hohen Wand) — коммуна (нем. Gemeinde) в Австрии, в федеральной земле Нижняя Австрия. 
Входит в состав округа Нойнкирхен.  Население составляет 807 человек (на 31 декабря 2005 года). Занимает площадь 8,94 км². Официальный код  —  3 18 49.

## Политическая ситуация
Бургомистр коммуны — Гюнтер Штиклер (СДПА) по результатам выборов 2005 года.
Совет представителей коммуны (нем. Gemeinderat) состоит из 15 мест.
- СДПА занимает 10 мест.
- АНП занимает 5 мест.